# União Desportiva de Leiria
L'União Desportiva de Leiria, conegut simplement com a União de Leiria, és un club de futbol portuguès de la ciutat de Leiria. Fundat el 6 de juny de 1966, actualment juga a la Primeira Liga portuguesa.

## Palmarès
- Segona divisió: 1997–98
- Tercera divisió: 1980–81
- Copa portuguesa: Subcampionat 2002–03
- Supercopa portuguesa: Subcampionat 2003
- Copa Intertoto: 2007